# Venushår
Venushår (Adiantum capillus-veneris) är en kantbräkenväxtart som beskrevs av Carl von Linné. Adiantum capillus-veneris ingår i släktet Adiantum och familjen Pteridaceae.

## Underarter
Arten delas in i följande underarter:
- A. c. lanyuanum
- A. c. trifidum

## Bildgalleri

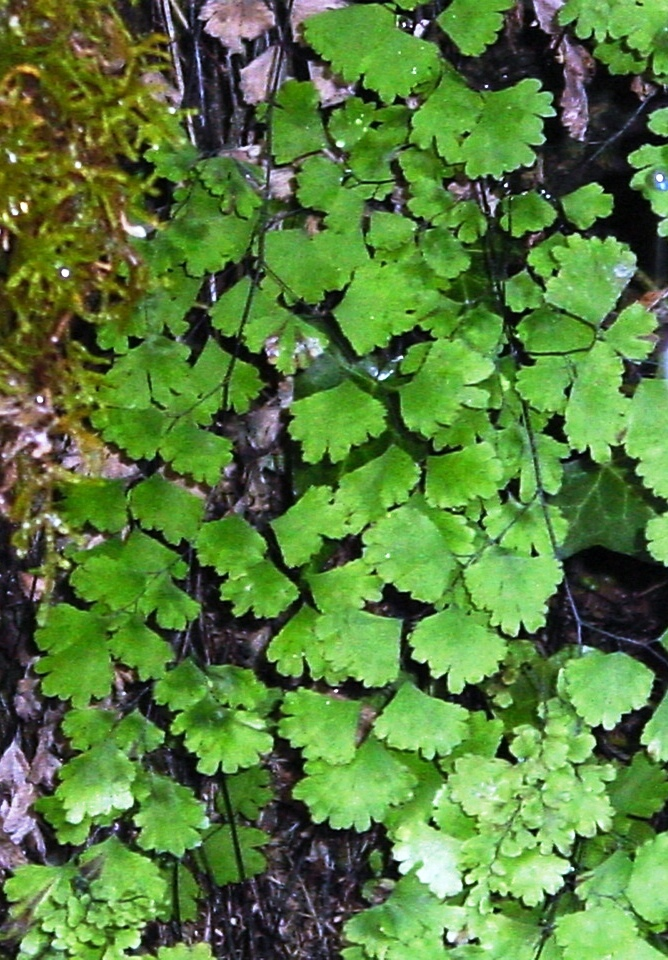
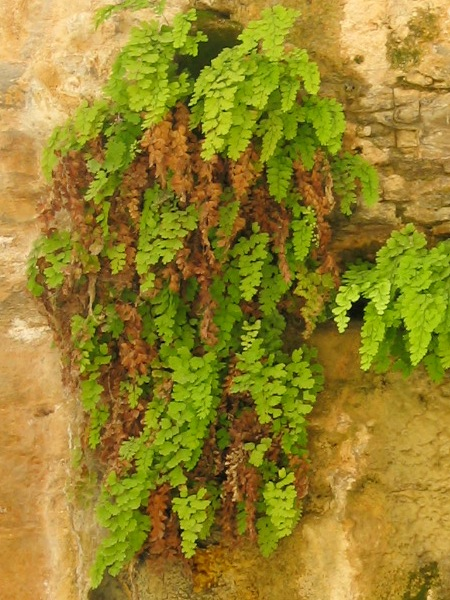